# クインシーのすべて
『クインシーのすべて』（Quincy）は、音楽プロデューサー・歌手のクインシー・ジョーンズを扱った2018年のアメリカ合衆国のドキュメンタリー映画である。監督・脚本はアラン・ヒックスとラシダ・ジョーンズ、プロデューサーはポーラ・デュプレ・ペズマンが務めた。
2018年9月21日にNetflixで配信された。

## 製作
2018年8月1日、Netflixがクインシー・ジョーンズを扱ったドキュメンタリー映画の権利を手に入れたことが発表された。
監督はジョーンズの娘のラシダ・ジョーンズとアラン・ヒックスが共同で務めた。プロデューサーはポーラ・デュプレ・ペズマン、エグゼクティブ・プロデューサーはトライベッカ・プロダクションズのジェーン・ローゼンタールとベリー・ウェールズとクインシー・ジョーンズ・プロダクションズのアダム・フェルが務めた。

## 公開
2018年9月9日、トロントのプリンセス・オブ・ウエールズ劇場で第43回トロント国際映画祭の一環として特別上映された。
2018年9月21日にNetflixで配信された。